# Promozione Abruzzo 1972-1973
Nella stagione 1972-1973 la Promozione era il quinto livello del calcio italiano (il massimo livello regionale). Qui vi sono le statistiche relative al campionato in Abruzzo.
Il campionato è strutturato in vari gironi all'italiana su base regionale, gestiti dai Comitati Regionali di competenza. Promozioni alla categoria superiore e retrocessioni in quella inferiore non erano sempre omogenee; erano quantificate all'inizio del campionato dal Comitato Regionale secondo le direttive stabilite dalla Lega Nazionale Dilettanti, ma flessibili, in relazione al numero delle società retrocesse dal Campionato Interregionale e perciò, a seconda delle varie situazioni regionali, la fine del campionato poteva avere degli spareggi sia di promozione che di retrocessione.

## Squadre partecipanti
| Club                 | Città                     |
| -------------------- | ------------------------- |
| Pol. Ate Tixa        | Atessa (CH)               |
| F.C. Avezzano        | Avezzano (AQ)             |
| A.S. Casoli          | Casoli (CH)               |
| A.S. Cliternum       | Celano (AQ)               |
| S.S. Fucense         | Trasacco (AQ)             |
| S.P. Hatria          | Atri (TE)                 |
| G.S. Juventus        | Teramo (TE)               |
| A.P. Montesilvano    | Montesilvano (PE)         |
| A.S. Montorio Calcio | Montorio al Vomano (TE)   |
| A.S.C. Notaresco     | Notaresco (TE)            |
| S.S. Pro Pescara     | Pescara (PE)              |
| A.P. Rosetana        | Roseto degli Abruzzi (TE) |
| Pol. Sagittario      | Pratola Peligna (AQ)      |
| S.S.C. Silvi         | Silvi (TE)                |
| S.S. Tagliacozzo     | Tagliacozzo (AQ)          |
| A.S. Tollo           | Tollo (CH)                |

## Classifica finale
|  | Pos. | Squadra         | Pt | G  | V  | N  | P  | GF | GS | DR  |
|  | ---- | --------------- | -- | -- | -- | -- | -- | -- | -- | --- |
|  | 1.   | Ate Tixa        | 44 | 30 | 18 | 8  | 4  | 38 | 21 | +17 |
|  | 2.   | Avezzano        | 38 | 30 | 14 | 10 | 6  | 40 | 16 | +24 |
|  | 3.   | Fucense         | 36 | 30 | 13 | 10 | 7  | 35 | 24 | +11 |
|  | 4.   | Rosetana ( -8 ) | 36 | 30 | 17 | 10 | 3  | 45 | 15 | +30 |
|  | 5.   | Pro Pescara     | 34 | 30 | 10 | 14 | 6  | 34 | 30 | +4  |
|  | 6.   | Montorio        | 31 | 30 | 11 | 9  | 10 | 38 | 34 | +4  |
|  | 7.   | Hatria          | 30 | 30 | 9  | 12 | 9  | 30 | 30 | 0   |
|  | 8.   | Cliternum       | 29 | 30 | 10 | 9  | 11 | 42 | 30 | +12 |
|  | 9.   | Silvi           | 29 | 30 | 9  | 11 | 10 | 32 | 32 | 0   |
|  | 10.  | Casoli          | 28 | 30 | 8  | 12 | 10 | 31 | 34 | -3  |
|  | 11.  | Juventus        | 28 | 30 | 8  | 12 | 10 | 19 | 26 | -7  |
|  | 12.  | Sagittario      | 27 | 30 | 7  | 13 | 10 | 36 | 41 | -5  |
|  | 13.  | Montesilvano    | 26 | 30 | 5  | 16 | 9  | 19 | 23 | -4  |
|  | 14.  | Notaresco       | 24 | 30 | 7  | 10 | 13 | 25 | 38 | -13 |
|  | 15.  | Tagliacozzo     | 16 | 30 | 4  | 8  | 18 | 18 | 59 | -41 |
|  | 16.  | Tollo           | 16 | 30 | 2  | 12 | 16 | 23 | 52 | -29 |

- Domenica 3 giugno 1973 viene disputato l'incontro di spareggio fra Rosetana ed Atessa che avevano terminato il campionato appaiate a 44 punti. L'incontro viene vinto dalla Rosetana per 1-0. In seguito la Rosetana viene però penalizzata di 8 punti e quindi l'Atessa viene proclamata Campione della categoria e acquisisce così il diritto di iscrizione alla Serie D per il 1973-74.